# فريدريك إسن
فريدريك إسن هو سياسي أمريكي، ولد في 22 أبريل 1863، وتوفي في 18 أغسطس 1946 في كريف كوير في الولايات المتحدة. نشط حزبياً في الحزب الجمهوري. وقد انتخب عضو مجلس النواب الأمريكي ‏.